# كاسي روهل
كاسي روهل هي ممثلة كندية، ولدت في 6 أغسطس 1991 بفانكوفر في كندا.

## أعمال

### أفلام
- (2011) ذات الرداء الأحمر[4]

### مسلسلات
- الطبيب الجيد
- في
- كان ياما كان

## وصلات خارجية
- كاسي روهل على موقع IMDb (الإنجليزية)
- كاسي روهل على موقع ألو سيني (الفرنسية)
- كاسي روهل على موقع أول موفي (الإنجليزية)
- كاسي روهل على موقع قاعدة بيانات الفيلم (الإنجليزية)
- كاسي روهل على موقع كينوبويسك (الروسية)